# Матвеев, Сергей Леонидович
Серге́й Леони́дович Матве́ев (укр. Сергій Леонідович Матвєєв, род. 29 января 1975 года) — украинский велогонщик, серебряный призёр летних Олимпийских игр 2000 года в Сиднее, чемпион мира 1998 года в трековых гонках.
Воспитанник украинского тренера Валерия Абаджи.

## Основные достижения в профессиональном велоспорте
2000
1 место наGrand Prix Europa (с Дарио Андриотто)
Серебряная медаль в командной гонке преследования на летних Олимпийских играх в Сиднее
2001
победитель 1 этапа на Circuit des Mines
2002
победитель этапа 3a на Circuit des Mines
2003
 Чемпион Украины в гонке с раздельным стартом
2004
Firenze–Pistoia
2005
Firenze–Pistoia
2006
победитель 9 этапа Tour de Langkawi
2007
победитель GP de la Ville de Rennes

### Награды
- Орден «За заслуги» III степени (06.10.2000)[3]